# Žernov, Náchod
Žernov là một làng thuộc huyện Náchod, vùng Královéhradecký, Cộng hòa Séc.